# Caenagnesia bocki
Caenagnesia bocki är en sjöpungsart som först beskrevs av Ärnbäck 1938.  Caenagnesia bocki ingår i släktet Caenagnesia och familjen Agneziidae.
Artens utbredningsområde är Södra Ishavet. Inga underarter finns listade.